# Säkerhetsprövning
Säkerhetsprövning är en kontroll av en person som skall befatta sig med verksamhet eller få ta del av uppgifter som berör ett rikes säkerhet, så kallad försvarssekretess.  Syftet med kontrollen är att bilda sig en uppfattning om personens lämplighet för uppgiften och om denne kan anses vara lojal och pålitlig.

## Sverige
I Sverige får såväl enskilda verksamhetsutövare som myndigheter genomföra säkerhetsprövning och detta sker ofta i samband med att en person skall anställas eller anlitas.

### Grunder för säkerhetsprövning
Säkerhetsprövningen skall grunda sig på personlig kännedom om den som prövas, på uppgifter som kan styrkas med betyg, intyg eller annan dokumentation samt uppgifter som kan framkomma vid registerkontroll och/eller särskild personutredning.

#### Personlig kännedom
Den personliga kännedomen om en person utgår ofta från en intervju som undersökande företag eller myndighet gör. En del kan uppfatta detta samtal som mycket personligt och integritetskränkande och det är viktigt att intervjuaren får den intervjuade att förstå varför intervjun görs; att skapa en medvetenhet hos personen om vad som kan göra denne sårbar.
Vid intervjun kan man bland annat beröra:
- Bisysslor
- Droger (alkohol/narkotika och liknande)
- Ekonomi
- Fritidsintressen
- Intressekonflikter
- Kontakter
- Personalia
- Personliga egenskaper
- Personlig status
- Tidigare verksamhet
- Umgänge
- Utbildning
- Utlandsresor
- Utlandstjänstgöring

Intervjun, vilken utförs med stöd i sekretesslagen, dokumenteras i ett protokoll som intervjuare och intervjuad skriver under. Detta protokoll kan sedan användas som ytterligare information vid registerkontrollen.

### Tystnadsförbindelse/sekretessbevis
Det är vanligt att en nyanställd vid ett företag får skriva på ett sekretessbevis där man förbinder sig att inte röja företagshemligheter. I samband med säkerhetsprövning får man även skriva på ett sekretessbevis med avseende på rikets säkerhet.

### Registerkontroll
En registerkontroll genomföres av Säkerhetspolisen på begäran av myndighet. Registerkontrollen sker genom att man kontrollerar om personen eller i vissa fall denne närstående personer förekommer i belastningsregistret, misstankeregistret och Säporegistret. Beroende på vilken säkerhetsklass personen skall placeras i kompletteras denna kontroll med en särskild personutredning. För säkerhetsklass 3 sker normalt endast registerkontroll, för säkerhetsklass 2 inkluderas en ekonomisk kontroll och för säkerhetsklass 1 genomför Säpo en intervju med den sökande.

#### Inget av vikt framkommer
Då registerkontrollen genomförts framkommer vanligen inget som kan föranleda någon åtgärd. Säkerhetspolisen redovisar då vad som framkommit vid registerkontrollen till den myndighet som framställt om registerkontroll. Detta sker på så kallad delegation från Registerkontrolldelegationen inom Säkerhets- och integritetsskyddsnämnden.

#### Uppgifter av vikt framkommer
Om personen förekommer i något eller några av registren sammanställer Säpo detta och redogör sedan för ärendet vid ett av Registerkontrolldelegationens sammanträden. Där fattas sedan beslut om uppgifterna är av en sådan karaktär att de kan lämnas ut till sökande myndighet eller ej. Om uppgifterna skall lämnas ut beslutar man även om personen som registerkontrolleras skall få reda på vad som finns i registret/registren. Den kontrollerade har då möjlighet att ta del av denna information och även ta tillbaka sin ansökan till den myndighet där denne söker plats eller motsvarande. I det fall personen inkommer med yttrande tas uppgifterna in i ärendet och Registerkontrolldelegationen fattar då ett nytt beslut.

#### Utlämning till myndighet
När handläggningen avslutats underrättas myndigheten som då kan gå vidare med säkerhetsprövningen. Att förekomma i något av registren behöver alltså inte betyda att en person inte kan inplaceras i säkerhetsklass eller nekas anställning eller kontrakt, utan detta är ett beslut som fattas av myndigheten. Anställs personen skall detta meddelas till Säkerhetspolisen.

### Säkerhetsklass
En person kan placeras i tre olika säkerhetsklasser:
1. I säkerhetsklass 1 placeras den person som i stor omfattning får del av uppgifter som omfattas av sekretess och är av synnerlig betydelse för rikets säkerhet.
2. I säkerhetsklass 2 placeras den person som i en omfattning som inte är obetydlig får del av uppgifter som omfattas av sekretess och är av synnerlig betydelse för rikets säkerhet i en omfattning som inte är obetydlig.
3. I säkerhetsklass 3 placeras den person som i övrigt får del av uppgifter som omfattas av sekretess och som är av betydelse för rikets säkerhet och det kan antas medföra men för rikets säkerhet som inte endast är ringa om dessa uppgifter skulle röjas.

Om en person skall placeras i klass 1 sker detta på beslut av Regeringen. För klass 2 och 3 räcker det att berörd myndighet fattar beslut.